# Rumania en los Juegos Paralímpicos de Río de Janeiro 2016
Rumania estuvo representada en los Juegos Paralímpicos de Río de Janeiro 2016 por un total de doce deportistas, nueve hombres y tres mujeres.

## Medallistas
El equipo paralímpico rumano obtuvo las siguientes medallas:
| Nombre           | Deporte | Evento           |
| ---------------- | ------- | ---------------- |
| Oro              |         |                  |
| —                |         |                  |
| Plata            |         |                  |
| —                |         |                  |
| Bronce           |         |                  |
| Alexandru Bologa | Yudo    | –60 kg masculino |